# WeeGee

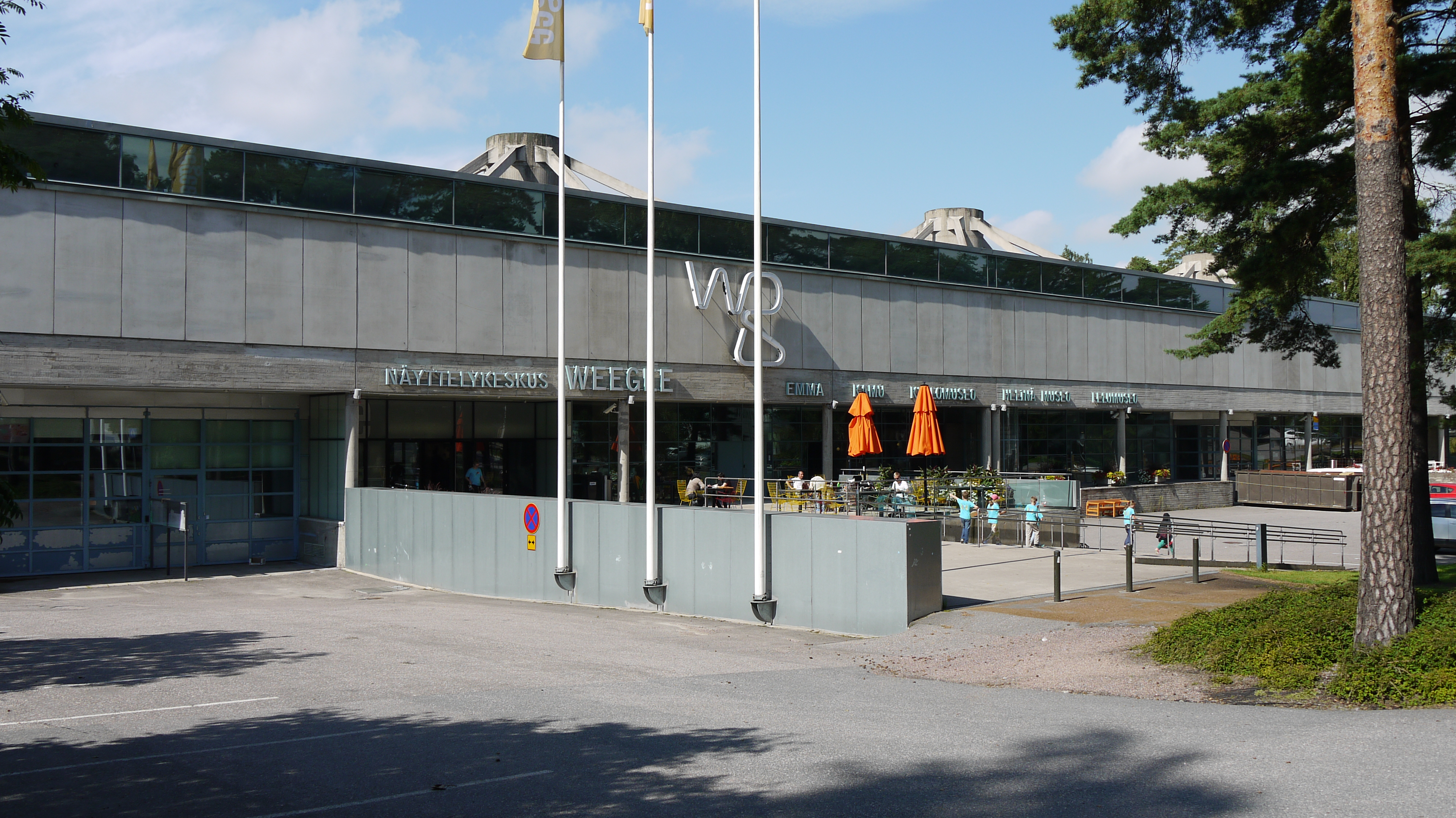
WeeGee-huset

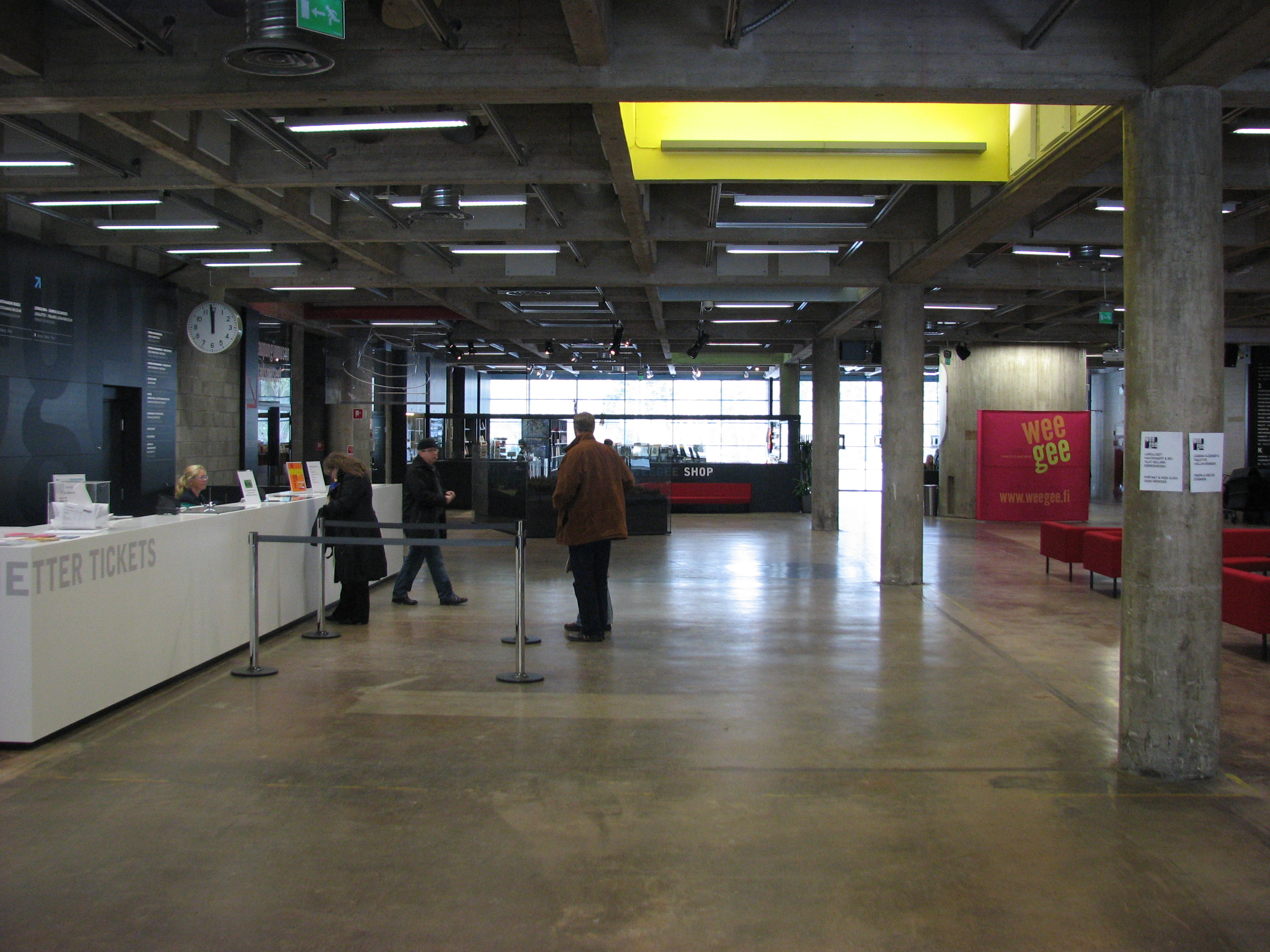
Foajé

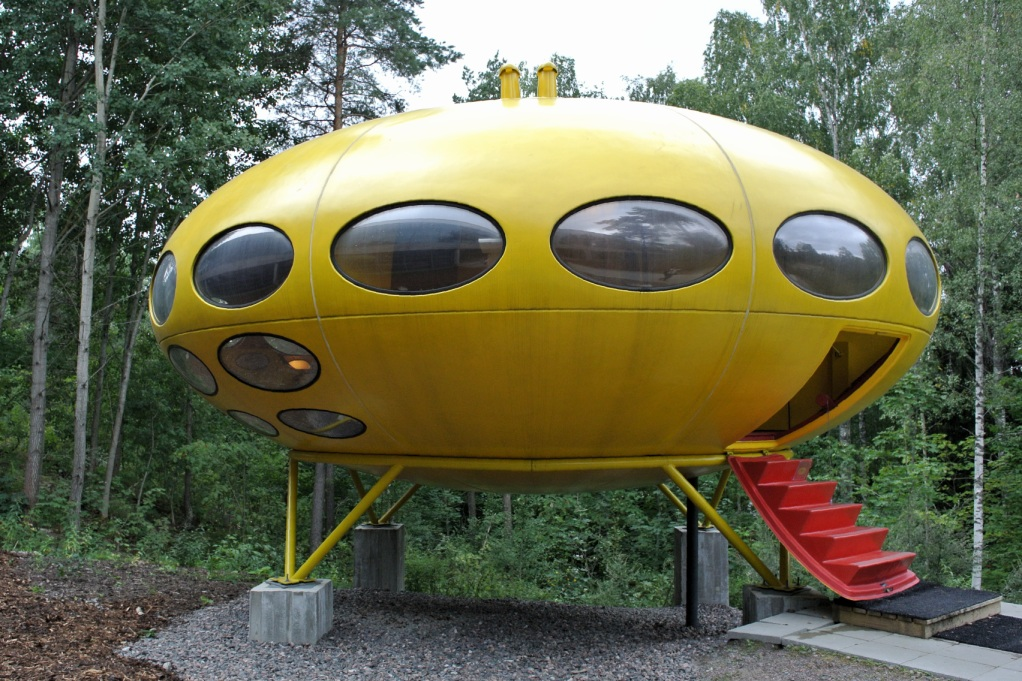
Futuro-huset utanför WeeGee-huset

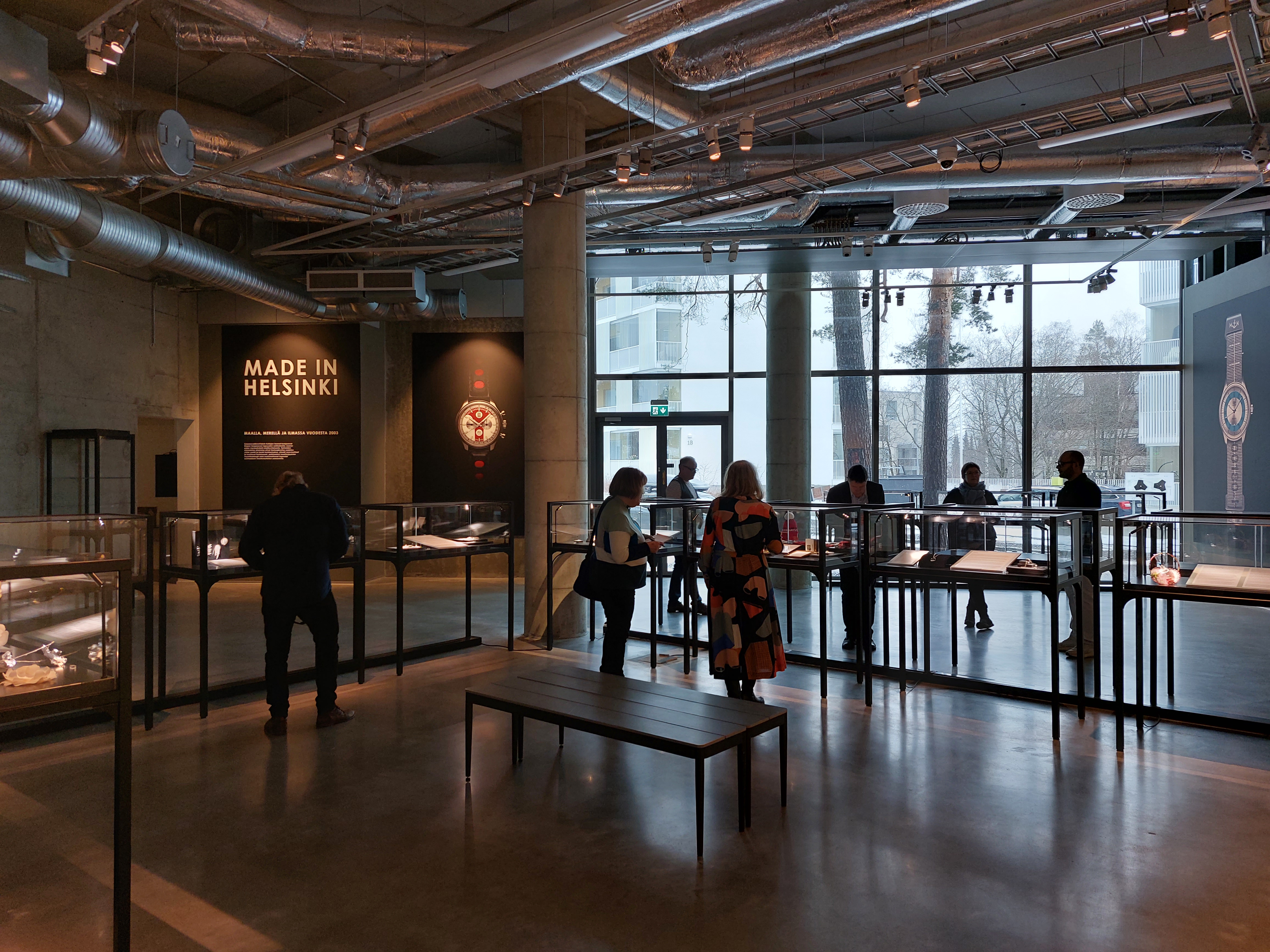
Finlands urmuseum

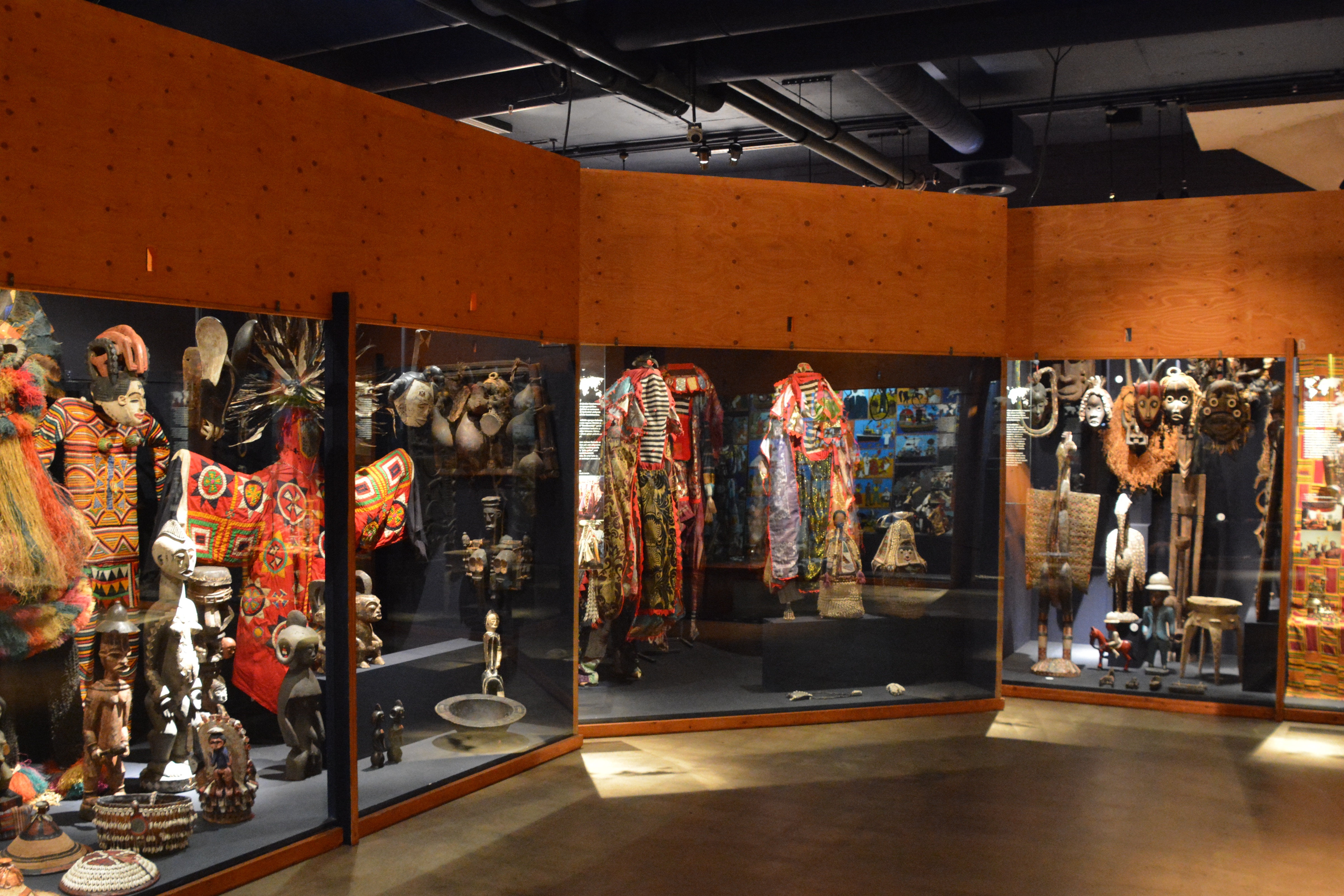
Helinä Rautavaaras museum

WeeGee, eller WeeGee-huset, är en museibyggnad i stadsdelen Hagalund i Esbo stad i Finland. I huset finns fem museer, ett galleri, ett café och en museibutik. Byggnaden är ett byggnadsminne, som representerar den finländska konstruktivismen.

## Tryckeribyggnad
WeeGee-huset byggdes för tryckeriet Weilin+Göös och ritades av Aarno Ruusuvuori. Byggnaden färdigställdes i tre faser 1963–1974. Ruusuvuori ville skapa en steglös övergång från fabriken och dess maskiner till naturen i Hagalund, vilket han genomförde genom stora fönsterytor i byggnaden. Produktionsprocessen krävde en fabrikshall med en stor fri yta. Fasaden åt norr är av glas för att ta in det jämna norrljuset, medan det för tryckeriprocessen problematiska ljuset på södersidan skärmats av genom indragning av fönstren på första våningen och ha andra våningens fönster i ett högt placerat fönsterband.
Inflyttningen av företagets boktryckeri i byggnaden efter byggnationens första fas skedde 1964, med sätteri-, tryckeri- och ombrytningsavdelning på andra våningen och varumottagning, papperslager, matsal och kontor i nedervåningen. Den andra fasens byggnation skedde 1966–1967.
Byggnadens tredje fas, dit tryckeriets kontor flyttade, blev klart år 1974 och ritades av Bertel Ekengren. Weegee-huset har åtta karakteristiska betongpyloner med tre meters diameter, som går upp fyra meter över taket och har dragstänger fästade på sig, vilka bär upp taket.
Tryckeriets verksamhet i Hagalund upphörde på våren 1992, då tryckeriet flyttade till Vanda. 

## Kommunal verksamhet
I mitten av 1990-talet byggdes tryckerisalen om till innebandyhall. År 1997 beslöt Esbo stad att galleri Otso skulle flytta in i WeeGee-huset och sedan dess har byggnaden tagits I bruk av kulturverksamhet steg för steg. År 1998 öppnade Helinä Rautavaaras museum i byggnadens tredje del samt galleri Aarni. År 1999 deponerades Saastamoinenstiftelsens konstsamling i Kuopio hos Esbo stad och stadens kulturnämnd godkände en projektplan för WeeGee-huset. År 2001 köpte Esbo stad byggnaden och en totalrenovering av utrymmena påbörjades. Renoveringsarbetena blev klara år 2005. År 2006 inledde Esbo stadsmuseum, Esbo bildkonstskola och musikinstitutet Juvenalia sin verksamhet i WeeGee-huset.
I oktober 2006 invigdes museicentret med utställningsutrymmen på 17 500 kvadratmeter i det 23 000 kvadratmeter stora huset.
Det ombyggda Weegee-huset har en entréhall som är 18 meter bred och lika djup som husets bredd.

## Museer i WeeGee-huset
- Esbo moderna konstmuseum (EMMA) ställer ut konstverk ur Saastamoinen-stiftelsens samlingar och konstverk ur Esbo stads samlingar.
- Esbo stadsmuseum beskriver stadens historia från landsbygd till modern stad, med den permanenta utställningen En tidsresa i Esbo.
- Helinä Rautavaaras museum, som visar etnografiska föremål som insamlats av Helinä Rautavaara.
- Finlands leksaksmuseum Hevosenkenkä
- Finlands urmuseum förevisar klockor och tidmätning från de senaste 500 åren.